# Jon Ander Amelibia
Jon Ander Amelibia do Naximiento (Guecho, 13 de enero de 1994), más conocido como Jon Ander, es un futbolista español. Juega como defensa central y su equipo es la SD Amorebieta de la Primera División RFEF.

## Trayectoria
Es un defensa central español que se formó en el club de su ciudad, el Arenas Club, llegando al primer equipo. 
Posteriormente, firmó por el Bilbao Athletic al que perteneció durante dos temporadas, siendo una cedido en la SD Amorebieta. 
Tras pasar finalizar su contrato con el Athletic Club, inició una larga trayectoria en la tercera categoría nacional con su paso por la UD Logroñés, CD Vitoria, CD Ebro y San Fernando CD.
En julio de 2021, firmó por la Cultural Leonesa de la Primera División RFEF, donde estuvo durante dos temporadas.
El 21 de julio de 2023, firma por el C. E. Sabadell F. C. de la Primera División RFEF.
El 10 de julio de 2024 firma por la SD Amorebieta de la Primera División RFEF.

## Clubes
| Club                         | País      | Año             |
| ---------------------------- | --------- | --------------- |
| Arenas Club                  | España    | 2012-2014       |
| Bilbao Athletic              | España    | 2014-2016       |
| SD Amorebieta (cedido)       | España    | 2014-2016       |
| SD Eibar                     | España    | 2016-2017       |
| UD Logroñés (cedido)         | España    | 2016-2017       |
| CD Vitoria                   | España    | 2017-2018       |
| CD Ebro                      | España    | 2018-2019       |
| San Fernando CD              | España    | 2019-2021       |
| Cultural y Deportiva Leonesa | España    | 2021-2023       |
| C. E. Sabadell F. C.         | España    | 2023-2024       |
| SD Amorebieta                | 2024-2025 |                 |
| AC Bellinzona                | Suiza     | 2025-actualidad |